# Yok (Musiker)
Yok (* 1962 in Itzehoe) ist ein deutscher Musiker aus Berlin. Von 1989 bis 1994 veröffentlichte er unter dem Namen Quetschenpaua Musik. Dabei handelte es sich um ein Berliner Einpersonen-Musikprojekt des aus der Anti-Atomkraft-Bewegung und autonomen Linken stammenden Musikers Yok. Der Name leitete sich von Quetsche für Akkordeon und der Aussprache von englisch power ab. Seit 2004 tritt er unter den Namen Yok und New Yok auf.
Ein Markenzeichen ist seine Schreibweise: So tauschte er zum Beispiel jedes „j“ gegen ein „y“ aus. So kam er von Jörg zu Yörg. Diese „Macke“ legte er Ende 2012 ab.

## Leben
Yok wurde 1962 in Itzehoe geboren. Er hat eine fünf Jahre ältere Schwester. Seine Mutter ist Krankenschwester und sein Vater Elektriker. In der Schule schaffte er mit Mühe und Not seine Mittlere Reife und absolvierte, nach zwei Jahren Zivildienst in einem Kinderheim für Sozialwaisen, eine 3-jährige Erzieherausbildung in Hamburg. Damit fertig zog Yok nach Berlin. Dort gelangte er über die Anti-Atomkraft-Bewegung und die autonome Linke in die Musikszene und gab ab 1984 Live-Auftritte. 1989 gründete Yok die Ein-Mann-Band Quetschenpaua. Unter diesem Namen machte Yok bis 1994 live Punk-Musik und Liedermaching und brachte acht Musikkassetten heraus.
1995 gründete Yok die Band Tod und Mordschlag, zu der außer ihm noch Uwe (Gitarre), Ernie (Bass) und Christian (Schlagzeug) gehörten. Auch mit Tod und Mordschlag macht Yok Punk und Liedermaching. Bis zu ihrer Auflösung 1999 absolvierten die vier zusammen mit diversen Gastmusikern 120 Konzerte und brachten sechs CDs heraus.
Von 2001 bis 2012 war Yok Teil des Kleinkunst- und Musiktheaterkollektivs Revolte Springen, das 2003 mit der Produktion Freiheit satt! debütierte. Seit 2006 trat er zusätzlich zunächst als Duo unter dem Namen Yok’n’hell, später zu viert als option weg auf. Unter diesem Namen hat er bis heute drei weitere Alben und eine Single auf den Markt gebracht. Hinzu kommen seit 2004 auch noch Solo Auftritte unter dem Namen Yok-pocketpunk, die er aber keinesfalls als Revival von Quetschenpaua verstanden haben möchte. Am 7. Mai 2010 trat Yok auf dem Ya-Basta-Treffen in der AU, einem Autonomen Zentrum in Frankfurt am Main, auf. Seit Mai 2016 hatte Yok nach eigener Aussage jedoch weniger Auftritte, da er an seiner „auto(nomen)biografie“ schreibt.

## Stil
Neben eigenen Liedern verarbeitet Yok auch Fremdkompositionen wie London’s Burnin’ von The Clash  als Q-Damm’s Börnin oder  TNT von AC/DC bis hin zu deutschen Volksliedern und Melodien aus der französischen Musette- und Chanson-Tradition. In seinen Texten beschrieb er die (Berliner) Autonomen- und Hausbesetzer-Szene, wie zum Beispiel in Liselotte Meyer Teil 2.

## Yok als Taxifahrer
Seit den späten 1990er Jahren ist Yok als Taxifahrer in Berlin tätig. Seine Erfahrungen schilderte er in der Reihe Taxigeschichte des Monats, die im Buch Punkrocktarif (erschienen beim Gegen_Kultur Verlag) 2012 veröffentlicht wurden. Hanna Poddig schrieb dazu eine Rezension:
„Der relativ junge Gegenkultur-Verlag ermöglicht mit diesem Büchlein einen Einblick in den Alltag eines Taxifahrers. Was auf den ersten Blick unpolitisch und langweilig wirken mag, entpuppt sich als spannender und authentischer Einblick in die Lebensrealitäten und Abgründe Berlins. Taxifahrer Yok, den meisten wohl eher bekannt als Musiker unter dem Namen Quetschenpaua, nimmt die Lesenden mit in den alltäglichen Wahnsinn. Von Rassismus, Antisemitismus und Homophobie handeln viele der kurzen Episoden, in denen er schildert, was ihm auf den Straßen Berlins begegnet. Die Anekdoten spiegeln, so absurd das klingen mag, wie vielseitig das Taxifahren auf den immer gleichen Routen sein kann. Langweilige Begegnungen, spannende Debatten, seltsame Promis, mal mehr mal weniger sympathische Kriminelle, die immer gleichen Fragen der Fahrgäste danach, ob der Fahrer auch ein echter Deutscher sei, die verdutzten Reaktionen, dann als Rassist bezeichnet und nicht mitgenommen zu werden. All das schildert Yok in seinen Geschichten.“
In der 2024 erschienenen Dokumentation Berlin Utopiekadaver wird Yok im Taxi porträtiert und schildert seine Erfahrungen mit alternativen Orten und das Verschwinden von Hausprojekten in Berlin. Der Film erschien in der Sendereihe Das kleine Fernsehspiel im ZDF.

## Veröffentlichungen

### Musik-Kassetten
- Volxkultur fom Veinsten (1990)
- Yok Quetschenpaua: Terror Penguin Music (Live Berlin, 19. Dezember 1990)
- Yok Quetschenpaua: …spielt keine Geige (Komm zu den Autonomen) (Live 1991)
- Gröhlt ab and down (1992)
- Quetschenpaua: Monstren, UFOs, Autonome (Live im Ex, 9. April 1993) (1993)
- Quetschenpaua: Und nun ein Kunststück (Diverse Live-Aufnahmen aus den Yahren 1993–1994) (1994)
- ein „Solitape“ mit zwei Stücken, die aber auch auf der „Und nun ein Kunststück“ enthalten sind
- „Erst lesen dann kaufen“ (eine Art „Best of“)

### CDs
- Die Erde ist eine Scheibe; Tod und Mordschlag (1995/96)
- Soldaten sind Mörder; Tod und Mordschlag (1996/97)
- Die Wildnis ruft „7“; Tod und Mordschlag, Single mit 4 Stücken (1998)
- Ratte sich wer kann; Tod und Mordschlag (1998/99)
- Stand der Dinge; Tod und Mordschlag, Konzertmitschnitt (1999)
- Früher hieß das Quetschenpaua; ab dafür records (1998)
- New Yok: Drum and Quetsch; ab dafür records (2002)
- Old Yok: Schwarzer Stern auf schwarzem Grund (Vö: 27. November 2004)
- Yok: Lieselotte Meyer lebt!; ab dafür records (Vö: 27. Mai 2006)
- Yok: Quetschenpunk/Ukulelenpaua CD+DVD; ab dafür records (Vö: 5. Januar 2009)
- option weg: wenn der rücksitz brennt; ab dafür records (Vö: April 2010)
- Yok: fake (pocketpunk an ukulele und quetsche); ab dafür records (Vö: Oktober 2010)
- option weg: ...los jetzt! ; ab dafür records / elfenart records (Vö: September 2012)(auch als LP)
- Yok: Stabile Notlage (Vö: Oktober 2012) (auch als LP)
- Yok: Helsingborg (Vö: Mai 2014) (als CD und LP(incl.CD))
- option weg: tanz das weg (Vö: Oktober 2015, auch als LP)

### Bücher
- Yok: Punkrocktarif. Mit dem Taxi durch die extreme Mitte. Gegen_Kultur Verlag, Stuttgart 2012, ISBN 978-3-943269-02-4.
- Yok: Nichts bleibt. Die Quetschenpaua-Autonomografie. Ventil Verlag, Mainz 2019, ISBN 978-3-95575-116-6.